# Dear OhMyGirl
Dear OhMyGirl – ósmy minialbum południowokoreańskiej grupy Oh My Girl, wydany 10 maja 2021 roku przez wytwórnię WM Entertainment i dystrybuowany przez Sony Music. Płytę promował singel „Dun Dun Dance”. Sprzedał się w nakładzie 111 804 egzemplarzy w Korei Południowej (stan na grudzień 2021).

## Lista utworów
| CD | CD                                                                                             | CD                                                                                   | CD                                                                                 | CD                                               | CD      |
| Nr | Tytuł utworu                                                                                   | Tekst                                                                                | Kompozycja                                                                         | Aranżacja                                        | Długość |
| -- | ---------------------------------------------------------------------------------------------- | ------------------------------------------------------------------------------------ | ---------------------------------------------------------------------------------- | ------------------------------------------------ | ------- |
| 1. | „Dun Dun Dance”                                                                                | Seo Ji-eum, Ryan S. Jhun, Scott Stoddart, Anna Timgren                               | Ryan S. Jhun, Scott Stoddart, Anna Timgren                                         | Ryan S. Jhun, Scott Stoddart                     | 3:40    |
| 2. | „Dear you (Naui Bom-ege)” (kor. Dear you (나의 봄에게))                                        | Seo Jung-ah                                                                          | Ryan S. Jhun, Celine Svanbäck, Jeppe London, Lauritz Christiansen, Ericka Jane     | Ryan S. Jhun, Jeppe London, Lauritz Christiansen | 3:36    |
| 3. | „Naui Inhyeong (Annyeong, Kkum-eseo Nol-a)” (kor. 나의 인형 (안녕, 꿈에서 놀아), ang. My Doll) | Jung Yoon-hwa                                                                        | Ryan S. Jhun, Chris Smith, Berit Dybing, Olivia Greenlees                          | Ryan S. Jhun, RISC                               | 3:24    |
| 4. | „Quest”                                                                                        | Seo Jung-ah, Mimi, Ryan S. Jhun, Celine Svanbäck, Jeppe London, Lauritz Christiansen | Ryan S. Jhun, Celine Svanbäck, Jeppe London, Lauritz Christiansen, Polina Goudieva | Ryan S. Jhun, Jeppe London, Lauritz Christiansen | 3:28    |
| 5. | „Chodaejang” (kor. 초대장, ang. Who Comes Who Knows)                                           | Seo Jung-ah, Ryan S. Jhun, Jay Putty, David Mescon, Jaquelyn Walters, Kendall Brower | Ryan S. Jhun, Jay Putty, David Mescon, Jaquelyn Walters, Kendall Brower            | Ryan S. Jhun, David Mescon                       | 3:01    |
| 6. | „Swan”                                                                                         | Seo Jung-ah                                                                          | Ryan S. Jhun, Celine Svanbäck, Jeppe London, Mich Hansen, Sam Merrifield           | Ryan S. Jhun, Jeppe London, Cutfather            | 2:35    |

## Notowania
| Lista                     | Pozycja |
| ------------------------- | ------- |
| Gaon Weekly Album Chart   | 3       |
| Five Music (Tajwan)       | 4       |
| Oricon Weekly Album Chart | 22      |

## Nagrody w programach muzycznych
| Program               | Data         | Źródło |
| --------------------- | ------------ | ------ |
| The Show (SBS MTV)    | 18 maja 2021 | [ 7 ]  |
| The Show (SBS MTV)    | 25 maja 2021 | [ 8 ]  |
| Show Champion (MBC M) | 26 maja 2021 | [ 9 ]  |